# اصول مقدماتی بیماری‌های روماتیسمی
اصول مقدماتی بیماری‌های روماتیسمی کتابی از رادنولد جرارد، اسکومکر اج رالف، زویفلر ج ناپتان است.

## ترجمه
ترجمهٔ فارسی این کتاب در سال ۱۳۶۶ منتشر و در مراسم کتاب سال جمهوری اسلامی ایران به‌عنوان کتاب برگزیده معرفی شد.